# Distretto di Köýtendag
Il distretto di Köýtendag è un distretto del Turkmenistan situato nella provincia di Lebap. Ha per capoluogo la città di Köýtendag.